# Melchior Gommar Tieleman
Melchior Gommar Tielemann (Vornamen auch Maerten Franz, Martin François und Maerten Frans; Nachnamen auch Tieleman und Tielemans oder Melchior Thielemann; * 8. Juli 1784 in Lierre; † 31. Dezember 1864 ebenda) war ein belgischer Kunstmaler, Zeichenlehrer und Akademie-Direktor sowie Königlich Hannoverscher Hofmaler.

## Leben

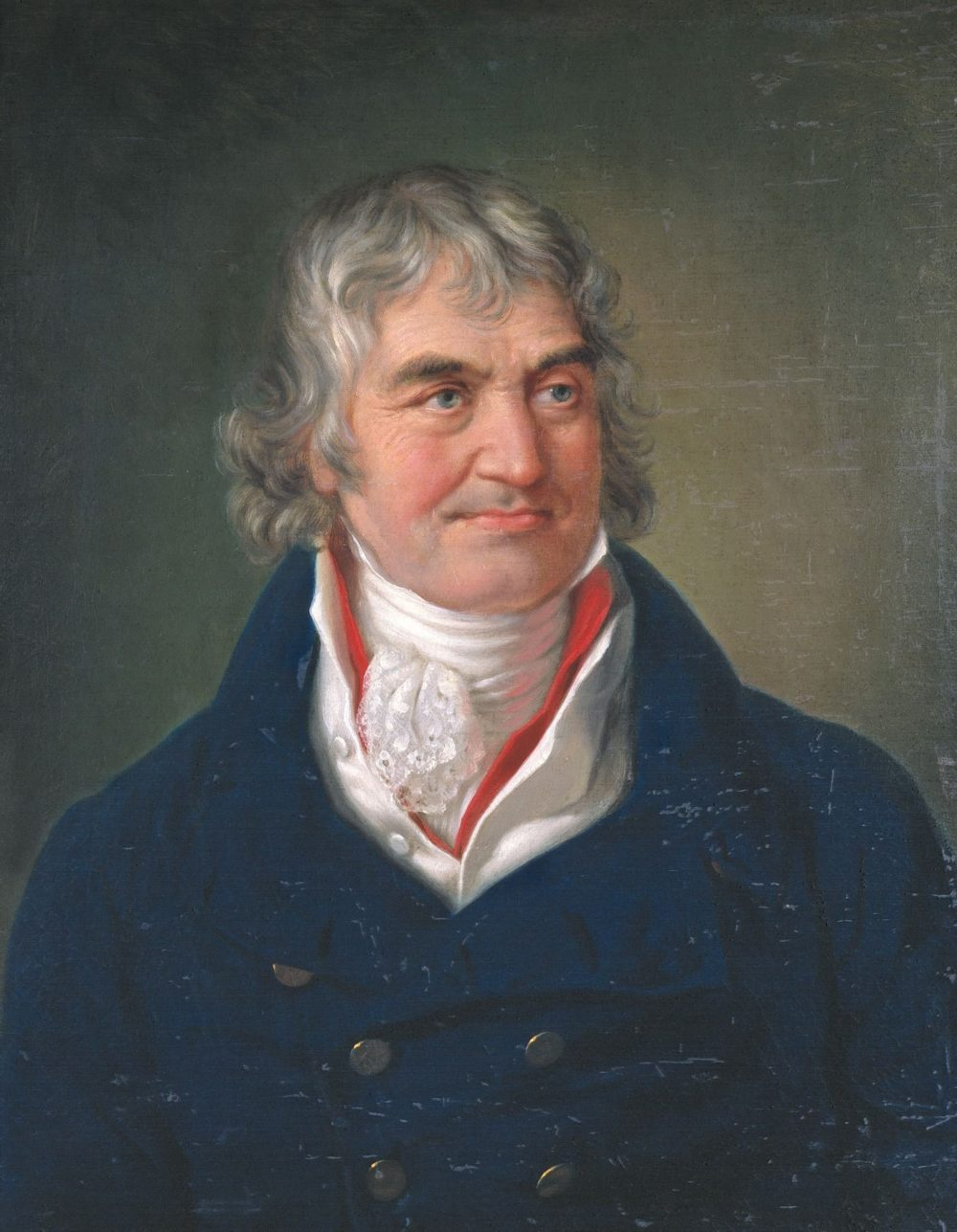
Ölgemälde als Brustbild des hannoverschen Bäckermeisters und Getreidehändlers Johann Gerhard Helmcke, dem „Retter der Herrenhäuser Allee“;
um 1815, Besitz des Historischen Museums Hannover

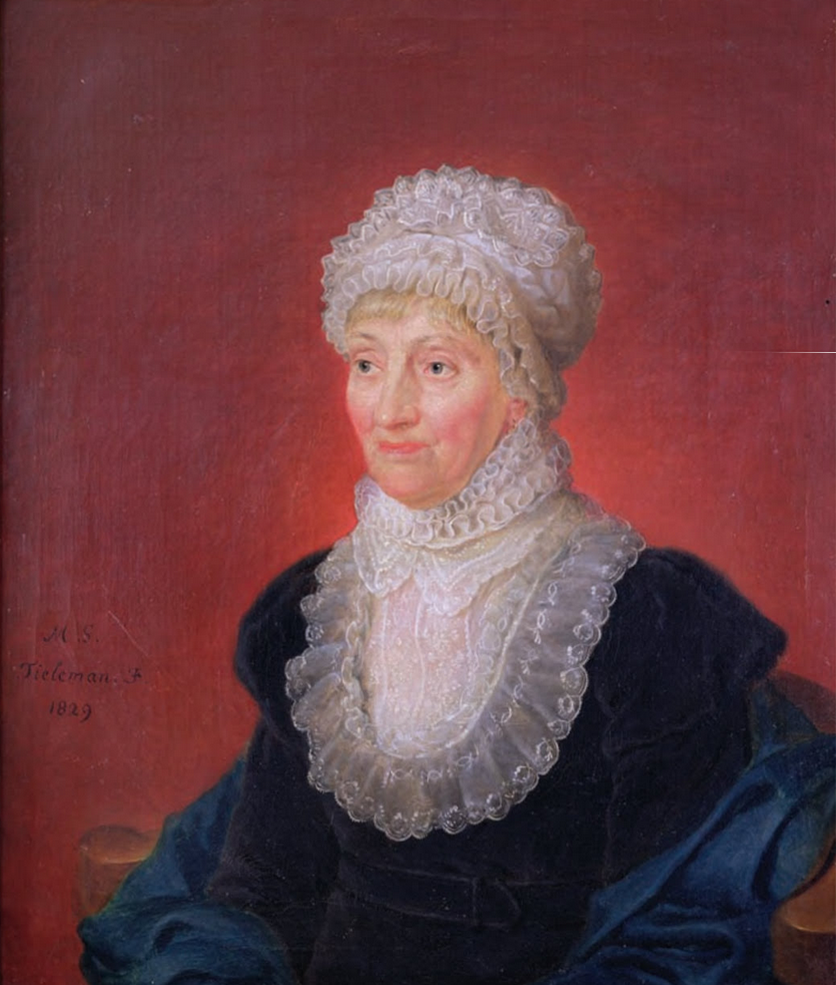
1829 datiertes Brustbild der Astronomin Caroline Herschel;
Ausschnitt; signiert „M. S. / Tieleman, F. / 1829“

Melchior Gommar Tielemann studierte in Antwerpen an der dortigen Akademie der Schönen Künste bei Willem Jacob Herreyns sowie in Paris an der Académie royale de peinture et de sculpture bei Jacques-Louis David.
Während der sogenannten „Franzosenzeit“ wirkte Tielemann als Lehrer an verschiedenen Zeichenschule; zunächst in der belgischen Stadt Hasselt, dann in England, und schließlich in dem in Personalunion zwischen Großbritannien und Hannover regierten Kurfürstentum Hannover oder Kurhannover. Hier wurde er in der verwaisten Residenzstadt Hannover und nach der Erhebung zum Königreich Hannover durch den Herzog von Cambridge, den Gouverneur oder auch Vizekönig von Hannover Adolph Friedrich im Jahr 1816 zum Königlich Hannoverschen Hofmaler erhoben wurde.
Eine Lithografie mit dem „Porträt Heinrich Wilhelm Hahn senior (1760–1831)“ aus dem ersten Drittel des 19. Jahrhunderts, die später Teil der „Blattsammlungen der ehemaligen Bibliothek des Börsenvereins der Deutschen Buchhändler“, wurde Tieleman zugeschrieben.
Für ein Ölgemälde ihrer selbst saß die hannoversche Entdeckerin und Astronomin Caroline Herschel ihrem Porträtmaler Tieleman acht Mal Model, bevor dieser ihr am 26. März 1829 ihr fertiges Bildnis lieferte, einen Tag vor seiner Rückkehr nach Belgien, wo er nahe Antwerpen einem Ruf zum Professor folgte: Bis zu seinem Tode wirkte Tieleman dann künstlerisch in seiner Heimatstadt zugleich als Direktor Academie Lier.

## Weitere bekannte Werke
- in Lier:
  - Die Pilger nach Emmaus, Bildwerk in der Lierer Kathedrale[2]
  - Napoleon Bonaparte als Erster Konsul der Französischen Republik, aufgehängt im Rathaus von Lier[2]